# Оксид плутонію(IV)
Окси́д плуто́нію(IV) — бінарна неорганічна сполука чотиривалентного Плутонію та Оксигену. Сполука радіоактивна і знайшла застосування в ядерній енергетиці як ядерне паливо.
Сполука має специфічні властивості, оскільки може набувати різних кольорів (від жовтого до оливкового), які залежать від методу та температури отримання сполуки.

## Структура

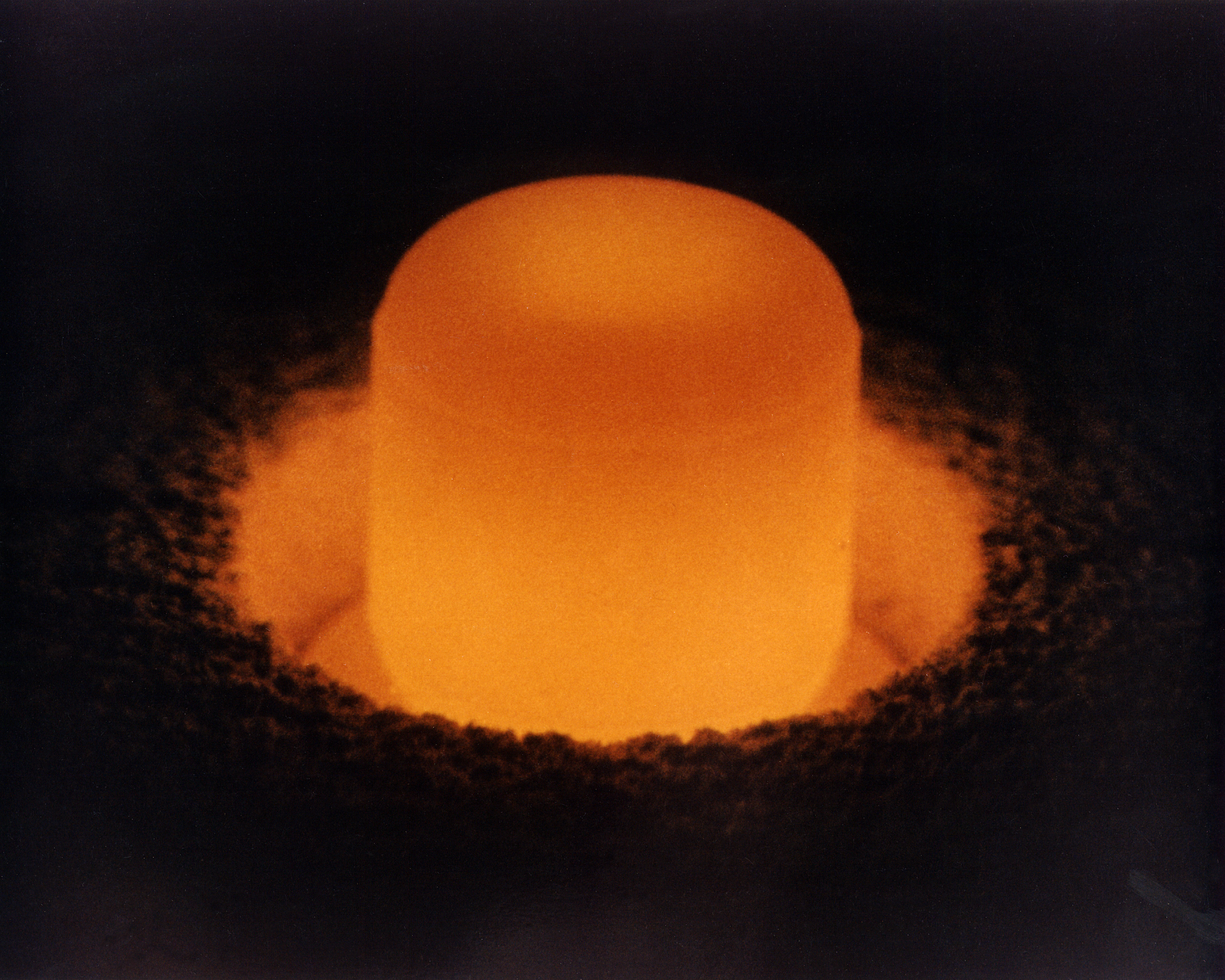
^{238}PuO_{2} розжарюється (якщо недостатня циркуляція повітря) внаслідок радіоактивного розпаду

Діоксид плутонію кристалізується в кубічну структуру типу флюориту, в якій центральні Pu4+ формують гранецентровану кубічну сингонію, а O2− формують тетраедр.

## Отримання
Металічний плутоній спонтанно окиснюється не тільки в PuO2, але і в інші оксиди (хімія плутонію вважається однією з найскладніших) в струмені кисню. Сполука отримується при кальцинації гексагідрату оксалату плутонію(IV) Pu(C2O4)2·6H2O при 600 °C. Оксалат утворюється за переробки ядерного палива.

## Застосування
Діоксид плутонію застосовується в MOX-паливі для ядерних реакторів. Діоксид плутонію-238 застосовується як тривале джерело енергії для космічних апаратів, таких як, наприклад, «New Horizons».
Сполука може застосовуватись як ядерний заряд потужністю до 1 кілотонни у тротиловому еквіваленті.

## Небезпека застосування
Сполука радіотоксична через радіоактивність плутонію.